# Доле (Метлика)
Доле (словен. Dole) је насељено место у општини Метлика, регија Југоисточна Словенија, Словенија.

## Историја
До територијалне реорганизације у Словенији било је у саставу старе општине Метлика.

## Становништво
У попису становништва из 2011. године, Доле је имало 38 становника.
| Број становника према пописима | Број становника према пописима | Број становника према пописима |
| ------------------------------ | ------------------------------ | ------------------------------ |
| 1991                           | 2002                           | 2011                           |
| 46                             | 43                             | 38                             |